# Manuel de Guirior

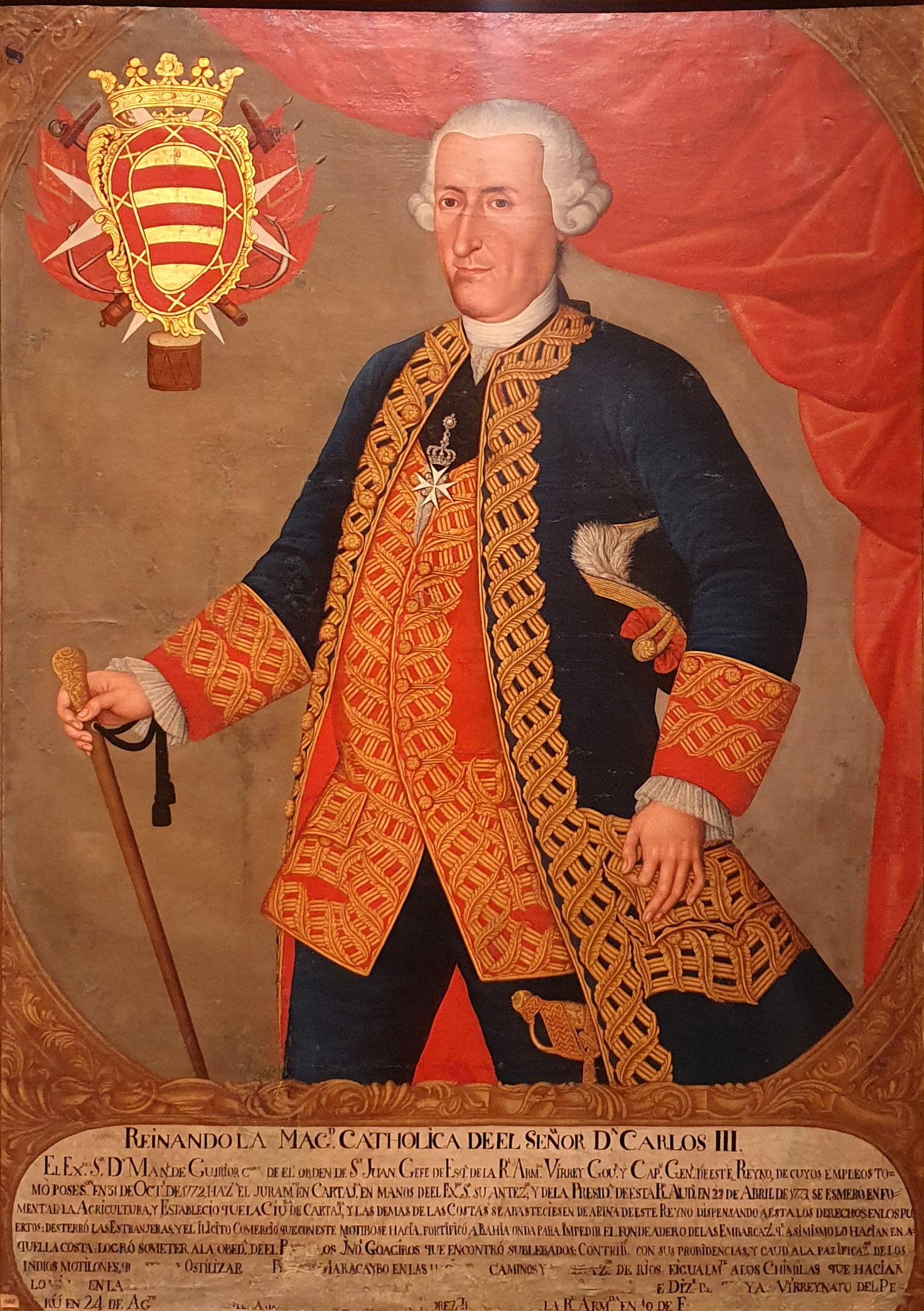
José Manuel de Guirior Portal de Huarte Herdozain y González de Sepúlveda.

José Manuel de Guirior Portal de Huarte Herdozain y González de Sepúlveda (Aoiz, Navarra, Espanha, 1708 –  Madrid, 25 de novembro de 1788) foi um oficial naval espanhol e administrador colonial. Foi vice-rei de Nova Granada (1772-1776) e do Peru, de 17 de julho de 1776 até 21 de julho de 1780.
Guirior nasceu em uma família nobre de Navarra. Ele entrou para a Marinha em 1733 como um tenente. Lutou na Guerra dos Sete Anos contra a Inglaterra, e também contra os piratas da Barbária no Mediterrâneo. Era um cavaleiro da Ordem de S. João de Jerusalém.

## Vice-rei de Nova Granada
Em 1772 ele foi nomeado vice-rei de Nova Granada. Como vice-rei, tentou reformar as comunidades religiosas, revitalizar as missões e garantir um tratamento mais humanitário dos indígenas. Ele trabalhou para melhorar a economia e estimular a indústria. Dividiu a cidade de Bogotá em bairros.
Ele também melhorou as defesas da colônia, especialmente no litoral. Fundou a Universidade de Santafé, bem como um hospital e um hospício. Em 20 de julho de 1773, fundou a primeira biblioteca pública da colônia, em Bogotá. A coleção original da biblioteca continha livros expropriados dos jesuítas expulsos de todos os domínios do Império Espanhol por ordem do rei Carlos III de Espanha em 1767. A nova biblioteca abriu em 9 de janeiro de 1777. Hoje é conhecida como Biblioteca Nacional da Colômbia.
Em 1774 Guirior foi promovido a tenente-general.

## Vice-rei do Peru
Em 1775 foi nomeado vice-rei do Peru, e em 1776 ele chegou em Lima, assumindo o cargo. Ajudou a expedição científica de Hipólito Ruiz López, José Antonio Pavón Jiménez e Joseph Dombey, enviados para estudar a flora do vice-reinado. Os resultados foram posteriormente publicados sob o título La flora peruana y chilena. Novamente uma das grandes preocupações era estimular a economia através da adoção de medidas liberais na agricultura, mineração, comércio e indústria.
Ele ganhou a fama de inteligente e compassivo, um trabalhador incansável. Criou duas novas cadeiras na universidade, melhorou a assistência médica em dez hospitais de Lima e fundou um orfanato.
Em junho de 1777, José Antonio de Areche chegou em Lima como visitador em nome da Coroa da Espanha. Ele aumentou o imposto sobre as vendas de 4% para 6%, e o vice-rei Guirior estabeleceu uma taxa de 12% sobre bebidas alcoólicas. Desentendimentos com o visitador Areche levaram ao afastamento de Guirior do vice-reinado em julho de 1780. Ele foi submetido a um juicio de residencia e teve sua pensão reduzida para metade. No entanto, foi absolvido postumamente. Morreu em 25 de novembro de 1788. Foi substituído como vice-rei pelo governador do Chile, Agustín de Jáuregui.
No momento do afastamento de Guirior do cargo, os indígenas peruanos estavam à beira de uma revolta que,  liderada por Túpac Amaru II, eclodiu em 4 de novembro de 1780.